# David Garrick
Pour les articles homonymes, voir David Byron et David Garrick (homonymie).
David Garrick, né le 19 février 1717 à Hereford et mort le 20 janvier 1779 à Londres, est un acteur et dramaturge britannique. Il est l’époux de la danseuse de ballet Eva Marie Veigel.

## Biographie
Son grand-père, David Garrick (version britannique de garrigue) avait fui la France après la révocation de l'édit de Nantes en 1685 pour s'installer en Angleterre. David Garrick naît à Hereford le 19 février 1717.
Aujourd'hui considéré comme l'une des figures les plus importantes du théâtre britannique du XVIIIe siècle, Garrick commence par étudier le droit et la littérature avec Samuel Johnson, avant de partir tenter sa chance à Londres en 1737. Ne trouvant pas de débouché, il se tourne vers le théâtre et débute en 1741 dans Richard III de Shakespeare. Il devient directeur du théâtre de Drury Lane en 1747 et occupe ce poste durant 30 ans, alternant avec talent l'interprétation de comédies, de tragédies et de farces du répertoire britannique.
En 1754, il acquiert la Garrick villa ayant suffisamment d'aisance financière.

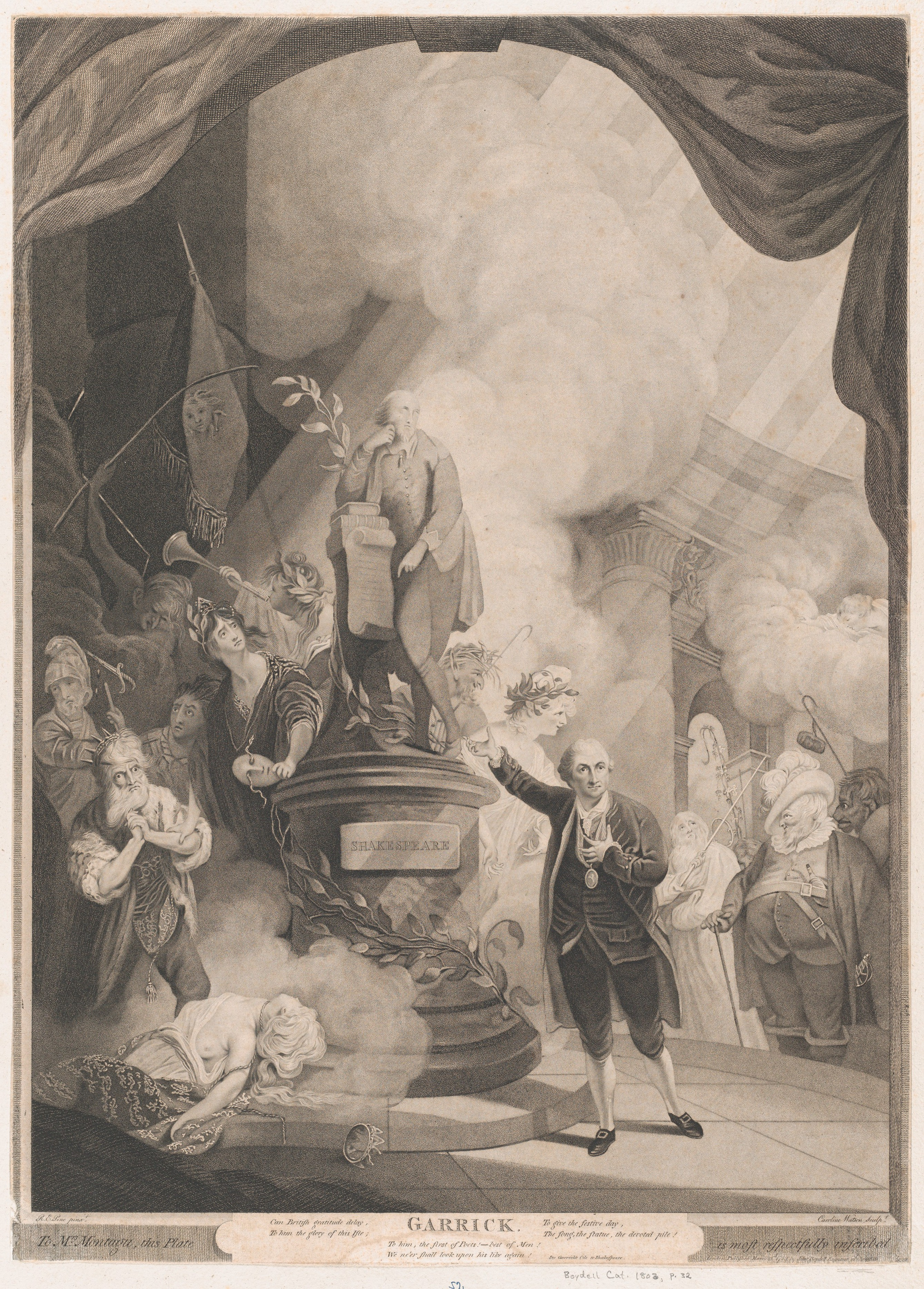
David Garrick lors d'un discours à l’occasion du Shakespeare Jubilee en 1769. Gravure de Caroline Watson d'après Robert Edge Pine (1784, Metropolitan Museum of Art).

Il est également l'auteur d'une quarantaine de pièces de théâtre. En 1769, il organise le Shakespeare Jubilee à l'occasion du 205e anniversaire de la naissance de Shakespeare, à l'occasion duquel il met en scène sa pièce The Jubilee (en), qui sera représentée 90 fois.
Il entretient une correspondance régulière, basée sur une réflexion sur son métier, avec des auteurs et acteurs du théâtre français comme Diderot ou Madame Riccoboni.
Il a fait partie du Literary Club, fondé par Samuel Johnson et Joshua Reynolds, aux côtés d'Oliver Goldsmith et de Charles Burney. 
Ami de David Richards (d.1802), premier violoniste au Drury Lane et au Théâtre Royal de Bristol, il l'a présenté à Thomas Gainsborough qui fit le portrait de sa femme en 1768. Ce portrait est aujourd'hui dans une collection privée.
David Garrick meurt le 20 janvier 1779 à Londres et est enterré à l'abbaye de Westminster, dans le « Coin des poètes ».
Le Garrick Club, à Londres, lui doit son nom.

## Principales œuvres
- Lethe: or, Esop in the Shades (1740)
- The Lying Valet (1741)
- Miss in Her Teens; or, The Medley of Lovers (1747)
- Lilliput (1756)
- The Male Coquette; or, Seventeen Fifty Seven (1757)
- The Guardian (1759)
- Harlequin's Invasion (1759)
- The Enchanter; or, Love and Magic (1760)
- The Farmer's Return from London (1762)
- The Clandestine Marriage (1766)
- Neck or Nothing (1766)
- Cymon (1767)
- Linco's Travels (1767)
- A Peep Behind the Curtain, or The New Rehearsal (1767)
- The Jubilee (en) (1769)
- The Irish Widow (1772)
- A Christmas Tale (1773)
- The Meeting of the Company; or, Bayes's Art of Acting (1774)
- Bon Ton; or, High Life Above Stairs (1775)
- The Theatrical Candidates (1775)
- May-Day; or, The Little Gypsy (1775)
- Isabella ; or, the fatal marriage (?)[6]

Œuvres représentant David Garrick
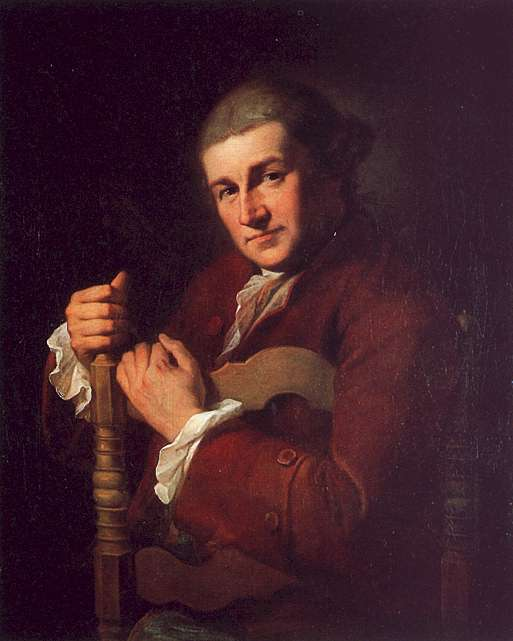
David Garrick (1717-1779) Tableau d'Angelica Kauffmann, 1764 Burghley House, Stamford
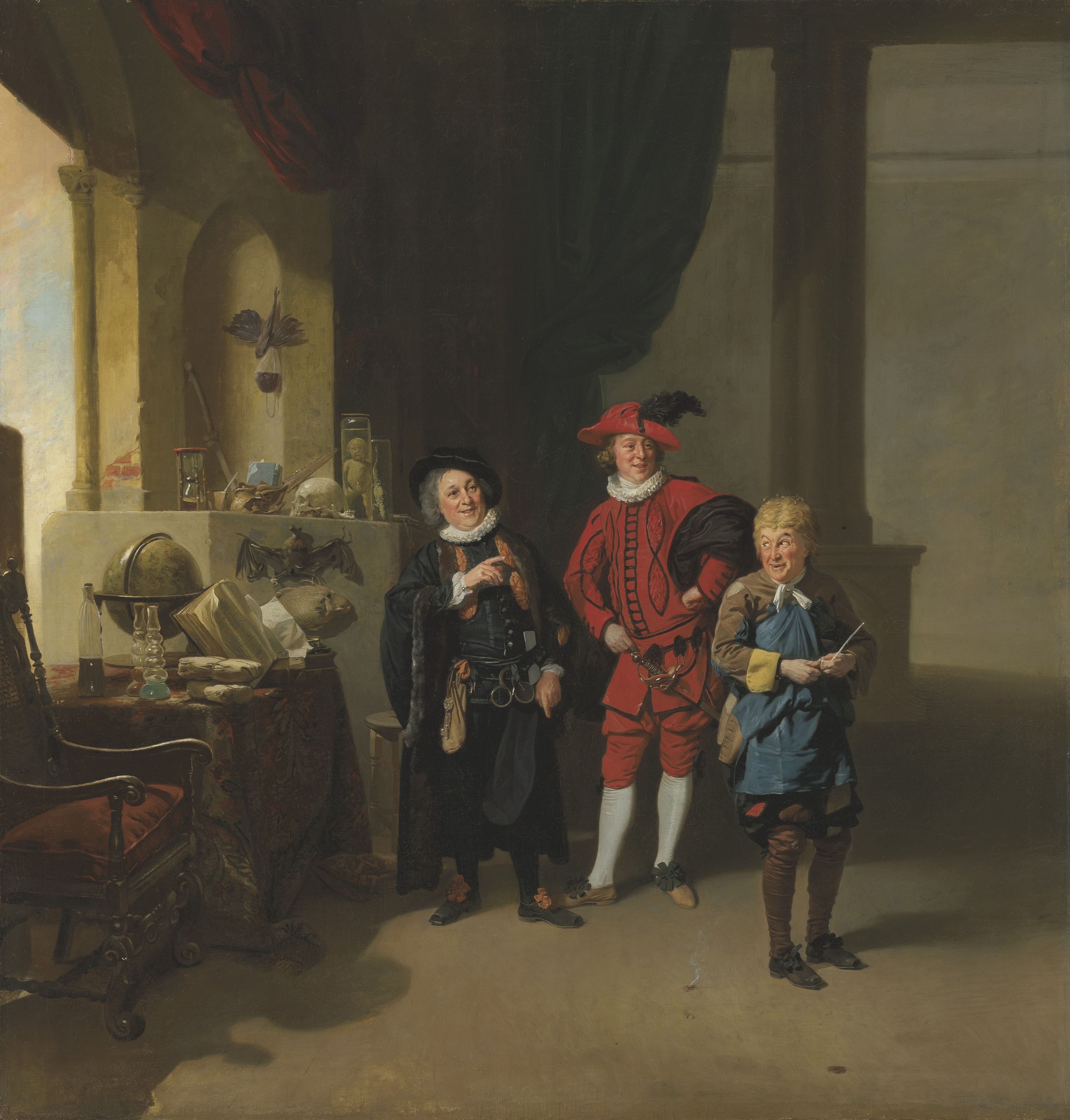
David Garrick dans L'Alchimiste de Ben Jonson. Tableau de Johan Zoffany.
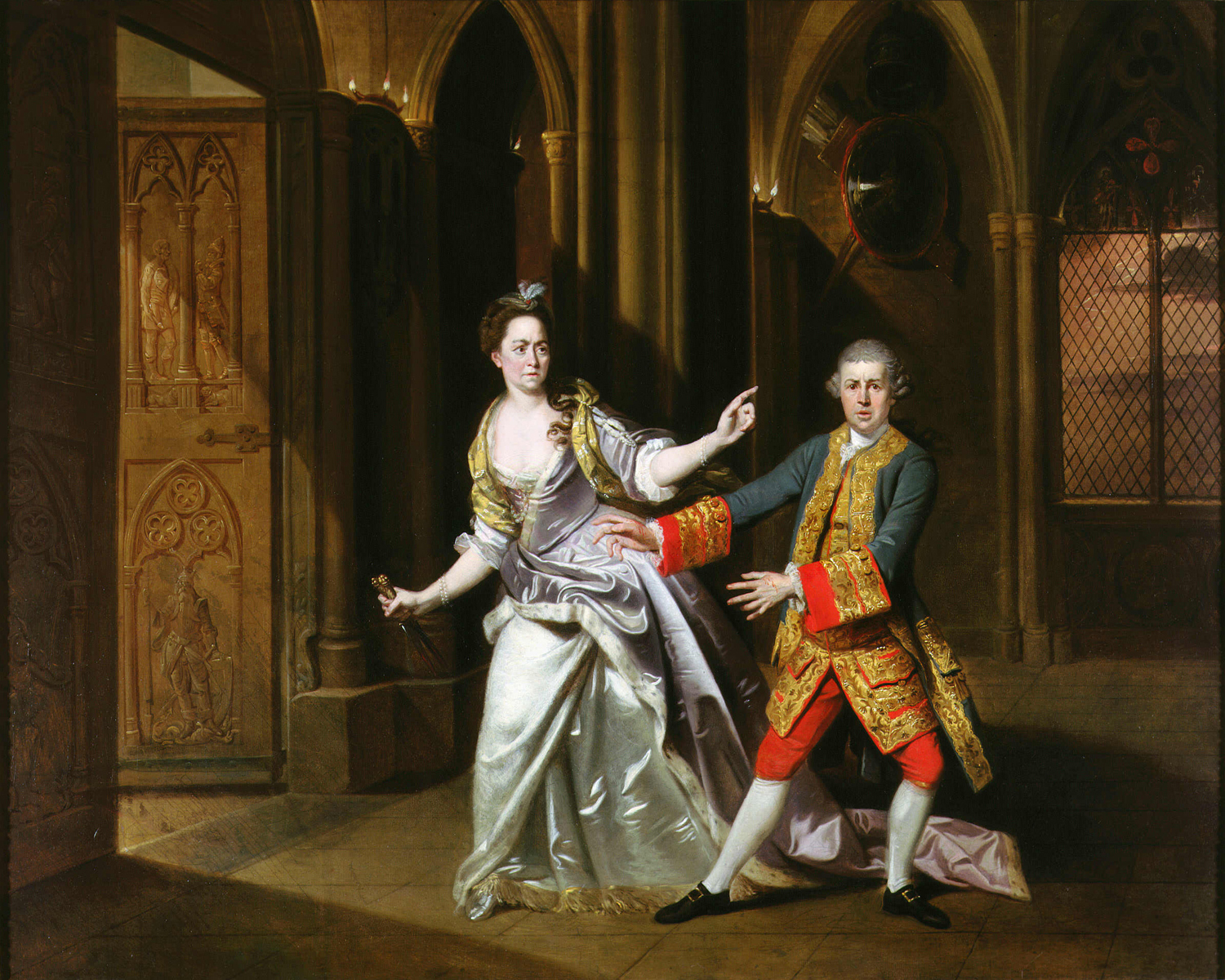
David Garrick dans Macbeth de William Shakespeare. Tableau de Johan Zoffany.